# Beutenaken
Beutenaken (en limbourgeois Böätenake) est un hameau néerlandais situé dans la commune de Gulpen-Wittem, dans la province du Limbourg néerlandais. Le 1er janvier 2007, le hameau avait 50 habitants.